# Dicliptera martinicensis
Dicliptera martinicensis là một loài thực vật có hoa trong họ Ô rô. Loài này được (Jacq.) Juss. mô tả khoa học đầu tiên năm 1807.